# Fu Zsen Katolikus Egyetem
A Fu Zsen Katolikus Egyetem (FJCU, kínaiul: 輔仁大學) egy magán katolikus egyetem Hszincsuangban, Hszinpej városban, Tajvanon. Az egyetemet 1925-ben alapították Pekingben XI. Piusz pápa kérésére, majd 1961-ben újjáalapították Tajvanon XXIII. János pápa kérésére.
A Fu Jen tizenkét karral és iskolával rendelkezik, amelyek között megtalálhatók Tajvan első vagy egyetlen akadémiai egységei, például az olasz nyelv, az információmenedzsment, a muzeológia], a vallástudományok és a filozófia. Az egyetemi kampuszt a Fu Jen Egyetem állomása szolgálja ki, amely Tajvan első olyan metróállomása, amely egy egyetemről kapta a nevét.
A Fu Jen a szinofón világ legrégebbi katolikus és jezsuitákhoz kötődő felsőoktatási intézménye, amely közvetlenül a Szentszék Tanulmányi Intézetek Katolikus Nevelésügyi Kongregációja fennhatósága alá tartozik. Emellett nem állami szereplője a Szentszék és Tajvan közötti II. szintű diplomáciai kapcsolatoknak. Ezért a Fu Jen különleges nemzetközi jelentőséggel bír, és ismert az erős kapcsolatairól a Római Kúria. A közel százéves történelme során a bencések, a verbiták és a jezsuiták a világ minden tájáról részt vettek az egyetem irányításában.